# Hewanorra Orchard
Hewanorra Orchard es una localidad de Santa Lucía que forma parte del distrito de Vieux Fort.